# Els Veder-Smit
Pour les articles homonymes, voir Smit.
Elizabeth Veder-Smit, dite Els Veder-Smit, née le 29 août 1921 à Kinderdijk (Pays-Bas) et morte le 26 août 2020 à La Haye (Pays-Bas), est une femme politique néerlandaise. Membre du Parti populaire pour la liberté et la démocratie (VVD), elle est députée de 1967 à 1978, secrétaire d'État à la Santé et à l'Environnement de 1978 à 1981 puis sénatrice de 1981 à 1991.

## Biographie
Née Elizabeth Veder en 1921, elle se marie en 1947. Son époux est vice-président du tribunal de Leeuwarden. Elle est wethouder (nl) (échevin) de Zeist de 1958 à 1962 puis conseillère municipale de Leeuwarden de 1962 à 1966.

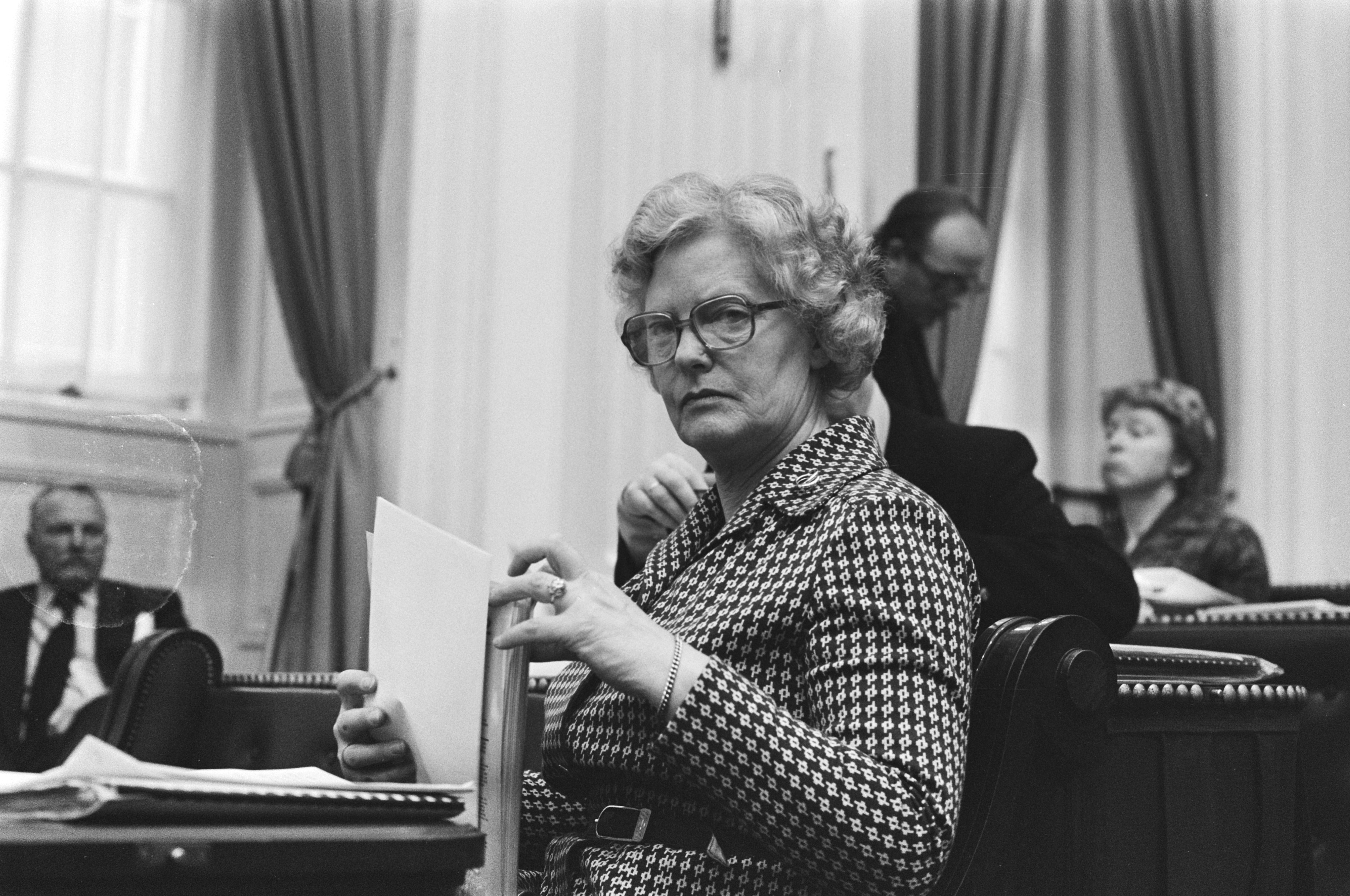
Els Veder-Smit au Parlement, en 1976.

Membre du Parti populaire pour la liberté et la démocratie (VVD), elle est élue députée à la Seconde Chambre des États généraux en 1967. Durant sa carrière parlementaire, elle s'investit particulièrement sur les sujets relatifs à la santé. En 1975, elle dépose avec Aart Geurtsen (nl) une proposition de loi légalisant l'avortement ; celle-ci est combinée l'année suivante avec un projet presque similaire, qui est rejeté par le Sénat en décembre 1976.
En 1978, elle est nommée secrétaire d'État à la Santé et à l'Environnement dans le gouvernement du Premier ministre Dries van Agt. Elle est à l'origine d'une loi sur les tarifs des soins de santé et d'une autre sur les sages-femmes.
En 1981, elle devient sénatrice au sein de la Première Chambre des États généraux. Elle est présidente de la commission permanente de la coopération au développement de 1983 à 1987 et vice-présidente de la commission permanente du bien-être et de la santé publique de 1987 à 1991. Elle intervient lors du débat d'un projet de loi sur la protection sociale et lors d'un autre lié à la santé dans l'enseignement secondaire. Elle quitte le Sénat en 1991.
Elle est présidente de la STOOM (Fondation pour la recherche et le développement en santé publique) de 1987 à 1999, présidente honoraire de la Nationale Kruisvereniging (nl) à partir de 1990 et présidente du LCVV (Centre national d'infirmerie et de soins) de 1993 à 1996.
Elle meurt en 2020.

## Décoration
- 1981 : chevalier de l'ordre du Lion néerlandais